# Alma Dolens
Teresita Pasini (de cognom de soltera dei Bonfatti, 1869-1948), més coneguda com a Alma Dolens, fou una pacifista, sufragista i periodista italiana. El seu pseudònim, Alma Dolens, és la combinació de "alma" en italià, que significa 'ànima' o 'cor' en sentit figurat, i del participi llatí "dolens", que significa 'apesarada' o 'que provoca dolor'; significaria, doncs, 'ànima o cor apesarat', un pseudònim que fa referència als seus sentiments sobre el militarisme i la guerra.

## Biografia
Alma Dolens nasqué en una família rica de la regió italiana d'Umbria. La família pertanyia al moviment d'unificació italià, i donaren suport a Giuseppe Garibaldi. Alma Dolens es casà amb un advocat de Milà, que donava suport al seu treball.(2)

### Activisme
Alma Dolens fou presidenta del Comité pel Sufragi de les Dones i els Drets de les Treballadores de Llombardia i participà en les Conferències de Pau del 1909 i 1910, consolidant el seu rol dins del moviment de pau italià, dominat per hòmens. Alma Dolens va lluitar per incloure les dones en el moviment pacifista italià i en política, partint de la ferma convicció que les dones exercien un rol clau per al progrés social. Apostava per vincular el moviment de pau italià i els sindicats i va fundar la Società per la pace femminile (Societat de Dones per la Pau), recorrent la Itàlia central per a crear comités locals dins del mateix organisme. Treballà amb la Unió de Treballadors del Metall per a crear l'Associazione nazionale pro arbitra e disarmo (Societat de Treballadors per l'Arbitratge i el Desarmament) a Milà, que arribà als 700 membres en la primera dècada del segle xx.
El 1911, la Guerra italo-turca erradicà el moviment de pau, i creà una ruptura interna entre els qui defensaven la guerra i els qui es van situar en contra. Alma Dolens va formar part d'aquest segon grup, i dugué a terme una campanya antibèl·lica apel·lant a grups dels Estats Units i Suïssa perquè hi aportassen finançament per reformar els grups pacifistes.
Dolens continuà treballant entre 1911 i 1912, però el moviment pacifista italià s'estava enfonsant, i durant aquells dos anys li prohibiren parlar en públic a Itàlia. En aquest context, Alma Dolens es va dedicar a escriure sobre les condicions de vida dels ciutadans de les classe més baixes en diferents localitats italianes. En una conferència de pau a Budapest el 1913, Alma Dolens es feu amiga de Rózsa Schwimmer, una altra pacifista i sufragista. Tornà a intervenir en esdeveniments organitzats pel partit durant el 1913, a vegades al costat de Margherita Sarfatti.
El 1914, Alma Dolens va assistir a reunions organitzades per l'Agència de Pau Internacional i per La Haia per a intentar impedir la guerra a Europa. Tant ella com Rosalia Gwiss-Adami foren les pacifistes italianes delegades en la 31a conferència realitzada al juliol a Brussel·les, el darrer intent per a evitar la guerra.
Durant la guerra, participà en campanyes destinades a ajudar famílies expulsades de les seues llars com a conseqüència de la guerra a Àustria i Hongria. Després del final de la Guerra italo-turca, viatjà per Bèlgica donant conferències. En comprovar la destrucció i l'horror provocats per la guerra reafirmà les seues creences en el pacifisme i en una conferència va declarar: "L'enemic no és a la frontera; és a tot arreu: és la pobresa, la tuberculosi, l'atur. La cura per a aquestes malalties és la fi de les armes." Va insistir que s'haurien d'arbitrar els estats per llei durant guerra.(2)
Després de la Segona Guerra Mundial es va traslladar a la casa dels seus amics socialistes Gilberto Gilioli i Myrthe Ripamonti, a Milà, on va morir el 1948. És enterrada en el Cementeri Monumental de Milà.